# Aeroportul Devi Ahilyabai Holkar
Aeroportul Devi Ahilyabai Holkar (IATA: IDR, ICAO: VAID) este un aeroport din Indore, Indore district⁠(d), Indore division⁠(d), Madhya Pradesh, India ce deservește zona Indore. Aeroportul a fost tranzitat în decembrie 2022 de 253.744 de pasageri.
Situat la o altitudine de 528 m, aeroportul dispune de o singură pistă. Este operat de Airports Authority of India⁠(d).